# 格雷西大廈
格雷西大廈（英語：Archibald Gracie Mansion）是紐約市市長的官邸。

## 历史
興建於1799年，位於紐約市的曼哈頓地區。該建築被列入國家史蹟名錄，也是紐約市的地標之一，經常出現在影視作品中。